# ラトビア語版ウィキペディア
ラトビア語版ウィキペディア（ラトビアごばんウィキペディア）はラトビア語によるウィキペディアである。2022年12月25日現在では約117,406項目を有する。

## 歴史
- 2003年6月6日 ラトビア語版ウィキペディアが開始

## 項目数
- 2003年：1
- 2005年：1000項目を超える
- 2006年9月：5000項目を超える
- 2020年1月24日、10万項目を突破する。